# أنابيل بيتشر
أنابيل بيتشر (بالإنجليزية: Annabel Pitcher)‏ (1982، غرب يوركشير في المملكة المتحدة)؛ كاتِبة ومؤلِّفة، مُتخصِّصة في أدب الأطفال وروائية بريطانية. درست في جامعة أوكسفورد.